# Distrikt Cuispes
Der Distrikt Cuispes liegt in der Provinz Bongará in der Region Amazonas in Nord-Peru. Der Distrikt wurde am 11. November 1944 gegründet. Er besitzt eine Fläche von 96,4 km². Beim Zensus 2017 wurden 708 Einwohner gezählt. Im Jahr 1993 lag die Einwohnerzahl bei 744, im Jahr 2007 bei 782. Verwaltungssitz ist die 1880 m hoch gelegene Ortschaft Cuispes mit 394 Einwohnern (Stand 2017). Cuispes liegt 4 km ostnordöstlich der Stadt Pedro Ruiz Gallo.

## Geographische Lage
Der Distrikt Cuispes liegt in den nordperuanischen Anden im Süden der Provinz Bongará. Das Areal wird nach Westen zum Río Utcubamba hin entwässert.
Der Distrikt Cuispes grenzt im Westen an die Distrikte Jazán und Shipasbamba, im Norden an den Distrikt Florida, im Osten an den Distrikt Jumbilla sowie im Süden an den San Carlos.

## Sehenswürdigkeiten
Im Osten des Distrikts befindet sich der ca. 870 m hohe Wasserfall Yumbilla.